# Federico Visconti
Federico Visconti (ur. w 1617 w Mediolanie, zm. 7 stycznia 1693 tamże) – włoski kardynał, arcybiskup Mediolanu w latach 1681–1693.

## Życiorys
Urodził się w 1617 roku w Mediolanie, był synem Carla Viscontiego i Francesci Perrone. Początkowo studiował w jezuickiej wówczas Accademia di Brera, gdzie uzyskał doktorat z filozofii, a następnie na Uniwersytecie Mediolańskim doktoryzował się po raz drugi, otrzymując fakultet z prawoznawstwa. Po studiach udał się do Rzymu, gdzie rozpoczął karierę prawniczą i wstąpił na służbę do Kurii Rzymskiej, zostając referendarzem Najwyższego Trybunału Sygnatury Apostolskiej i audytorem Roty Rzymskiej. 23 czerwca 1681 roku został mianowany arcybiskupem Mediolanu, a 10 sierpnia przyjął sakrę. 1 września tego samego roku został kreowany kardynałem prezbiterem i otrzymał kościół tytularny Ss. Bonifacio e Alessio. Jako zwierzchnik archidiecezji mediolańskiej gorliwie przeprowadzał wizytacje pasterskie i przewodniczył synodowi diecezjalnemu w 1687 roku. Ponadto przywiązywał dużą wagę do obrzędów i seminariów (doprowadził do przywrócenia seminarium w Pollegio w 1682 roku). Dokonał gruntownej renowacji bazyliki katedralnej, między innymi kończąc drzwi, fasadę, schody oraz plac przed budynkiem. Ponadto odrestaurował wnętrze pałacu biskupiego. W 1688 roku odsądził od czci i wiary przepowiednie astrologiczne, zwiastujące szereg niepowodzeń, które miały walny wpływ na samopoczucie opinii publicznej. Cztery lata później uzyskał od władz Kongregacji ds. Kościelnych Immunitetów zgodę na wydalenie zbiegów z obszarów zastrzeżonych. Jednocześnie nakłaniał wiernych, by składali hojne dary żołnierzom, którzy walczyli przeciwko Turkom, podczas odsieczy wiedeńskiej. Zmarł 7 stycznia 1693 roku w Mediolanie.